# Eastwood (Luisiana)
Eastwood é uma Região censo-designada localizada no estado americano de Luisiana, na Paróquia de Bossier.

## Demografia
Segundo o censo americano de 2000, a sua população era de 3374 habitantes.

## Geografia
De acordo com o United States Census Bureau tem uma área de
16,3 km², dos quais 16,3 km² cobertos por terra e 0,0 km² cobertos por água. Eastwood localiza-se a aproximadamente 77 m acima do nível do mar.

## Localidades na vizinhança
O diagrama seguinte representa as localidades num raio de 24 km ao redor de Eastwood.